# La Boîte de chocolats (téléfilm)
Pour la nouvelle, voir La Boîte de chocolats.
La Boîte de chocolats (The Chocolate Box) est un téléfilm britannique de la série télévisée Hercule Poirot, réalisé par Ken Grieve, sur un scénario de Douglas Watkinson, d'après la nouvelle La Boîte de chocolats d'Agatha Christie.
Ce téléfilm, qui constitue le 39e épisode de la série, a été diffusé pour la première fois le 21 février 1993 sur le réseau d'ITV.

## Intrigue
Hercule Poirot accompagne à Bruxelles l'inspecteur Japp qui doit être fait Compagnon de la Branche d'Or. Ils rencontrent un ancien collègue de Poirot du temps où il était encore policier, le commissaire Claude Chantalier. Ensemble, ils évoquent une affaire de 20 ans, la première enquête de Poirot en tant que détective : Paul Deroulard, un ministre belge soupçonné de collaborer avec les Allemands, est retrouvé mort dans son bureau. Le malheureux aurait succombé à une crise cardiaque selon le rapport de la police belge. Mais bien sûr, ni Poirot, ni Virginie la cousine de Deroulard, ne croient à la théorie de l'attaque cardiaque.

## Fiche technique
- Titre français : La Boîte de chocolats
- Titre original : The Chocolate Box
- Réalisation : Ken Grieve
- Scénario : Douglas Watkinson, d'après la nouvelle La Boîte de chocolats (1923) d'Agatha Christie
- Décors : Rob Harris
- Costumes : Barbara Kronig
- Photographie : Chris O'Dell
- Montage : Andrew McClelland
- Musique originale : Christopher Gunning
- Casting : Rebecca Howard et Kate Day
- Production : Brian Eastman
  - Production déléguée : Nick Elliott
- Sociétés de production : Carnival Films, London Weekend Television
- Durée : 50 minutes
- Pays d'origine :  Royaume-Uni
- Langue originale : Anglais
- Genre : Policier
- Ordre dans la série : 39e - (6e épisode de la saison 5)
- Première diffusion :
  -  Royaume-Uni : 21 février 1993 sur le réseau d'ITV

## Distribution
- David Suchet (VF : Roger Carel) : Hercule Poirot
- Philip Jackson (VF : Claude d'Yd) : Inspecteur-chef James Japp
- Rosalie Crutchley : Madame Deroulard
- Anna Chancellor : Virginie Mesnard
- David de Keyser (VF : Jacques Ciron) : Gaston Beaujeu
- Jonathan Hackett : Claude Chantalier
- Geoffrey Whitehead : Comte de Saint Alard
- Mark Eden (VF : Pierre Baton) : Commissaire Boucher
- Jonathan Barlow : Jean-Louis Ferraud
- James Coombes : Paul Deroulard
- Preston Lockwood : François (le valet)
- Linda Broughton : Denise (la cuisinière)
- Kirsten Clark : Jeanette (la femme de chambre)
- Michael Beint : le coroner
- Lucy Cohu : Marianne Deroulard
- Richard Derrington : Henri

## Autour du téléfilm
L'intrigue de cet épisode se déroule à Bruxelles. Plusieurs lieux emblématiques de la ville y sont visibles comme la Grand-Place de Bruxelles, le Parc du Cinquantenaire, le Musée du transport urbain bruxellois, ainsi que les Galeries royales Saint-Hubert.
Au début de l'épisode, la panneau de la gare indique "Gare de Bruxelles", cette scène fut tournée à la Gare d'Anvers-Central.